# The Trauma Code: Heroes on Call
The Trauma Code: Heroes on Call (koreanischer Originaltitel: 중증외상센터; RR: Jung-jeung-eui-sang-sen-teo) ist eine südkoreanische Serie, basierend auf dem Webtoon Jungjeungoesangsenteo: Goldeun Awo von Dr. Lee Nak-joon. Die Serie wurde am 24. Januar 2025 weltweit auf Netflix veröffentlicht.

## Handlung
Dr. Baek Kang-hyuk übernimmt die Leitung der Traumachirurgie einer Universitätsklinik, die mit vielen Problemen zu kämpfen hat. Dr. Baek gilt als erfahrener Arzt, der unter widrigsten Verhältnissen arbeiten kann, allerdings ist er auch für seine eigensinnige Art und unkonventionellen Methoden bekannt, die ihn oft in Konflikt mit seinen Kollegen bringen. Er beginnt sofort mit der Umsetzung seiner Reformpläne und baut die Traumachirurgie zu einem Traumazentrum aus. Dr. Baek und sein neu formiertes Team sehen sich mit extremen Fällen konfrontiert, bei denen sie um die Leben ihrer Patienten kämpfen und zahlreichen Widrigkeiten trotzen müssen, während das Gesundheitssystem gegen sie spielt.

## Besetzung und Synchronisation
Die deutschsprachige Synchronisation entstand basierend auf der Übersetzung von Jonas Palussek nach den Dialogbüchern von Julius Hasper und Sven Hasper sowie unter der Dialogregie von Jeffrey Wipprecht durch die Synchronfirma VSI Synchron in Berlin.
| Rolle                          | Schauspieler    | Synchronsprecher     |
| ------------------------------ | --------------- | -------------------- |
| Dr. Baek Kang-hyuk             | Ju Ji-hoon      | Sebastian Kluckert   |
| Dr. Yang Jae-won               | Choo Young-woo  | Luca Kämmer          |
| Dr. Han Yu-rim                 | Yoon Kyung-ho   | Tobias Müller        |
| Dr. Park Gyeong-won            | Jung Jae-kwang  | Amadeus Strobl       |
| Krankenschwester Cheon Jang-mi | Ha Young        | Rubina Nath          |
| Direktor Choi Jo-eun           | Kim Eui-sung    | Andreas Meese        |
| Dr. Hong Jae-hun               | Kim Won-hae     | Rainer Fritzsche     |
| Dr. Hwang Seon-u               | Kim Choong-gil  | Roland Wolf          |
| Dr. Jung Jun-su                | Yoon Dae-yeol   | Otto Strecker        |
| Dr. Ju Hyeong-uk               | Lee Jung-in     | Julian Tennstedt     |
| Dr. Shim Jae-min               | Yoon Sung-won   | Niklas Kohrt         |
| Dr. Im Min-ho                  | Kim Byung-cheol | Paul Matzke          |
| Dr. Ma Tae-rim                 | Min Young       | Antje von der Ahe    |
| Dr. An Jung-heon               | Hong Woo-jin    | Max Felder           |
| Krankenschwester Kim Seong-yun | Jang Sung-yoon  | Leni Leßmann         |
| Krankenschwester Hong          | Kim Youn-jeong  | Gabrielle Pietermann |
| Jo Deok-gyu                    | Gu Tae-il       | Jeffrey Wipprecht    |
| Seo Dong-ju                    | Kim Jae-won     | Louiz El-Hosri       |
| Han Ji-yeong                   | Park Jeong-yun  | Annika Rotvogel      |
| Agnes Song                     | Park Ye-ni      | Nina Witt            |
| Ministerin Kim Myeong-hui      | Kim Sun-young   | Schaukje Könning     |

## Episodenliste
| Nr.                                                                           | Deutscher Titel                  | Originaltitel             |
| ----------------------------------------------------------------------------- | -------------------------------- | ------------------------- |
| 1                                                                             | Auftritt: Dr. Wahnsinn           | 안전핀이 뽑힌 또라이      |
| 2                                                                             | Die Geburt von Schützling Nr. 1  | 1호의 탄생                |
| 3                                                                             | Immer weiter                     | 우린 계속 뛰어야 한다     |
| 4                                                                             | Du kannst als Nächstes dran sein | 보이는 것보다 더 가까이   |
| 5                                                                             | Code Schwarz                     | 코드 블랙                 |
| 6                                                                             | Gründe für’s Weitermachen        | 포기하지 않을 나만의 이유 |
| 7                                                                             | SOS aus dem Südsudan             | 남수단에서 온 구조 신호   |
| 8                                                                             | Patient: Baek Kang-hyuk          | 환자명: 백강혁            |
| Am 24. Januar 2025 wurden alle Episoden der Serie bei Netflix veröffentlicht. |                                  |                           |